# 中原収一
中原 収一（なかはら しゅういち、1936年 - 2018年）は、日本の映像作家、アニメーター。
主に、NHKの音楽番組「みんなのうた」などのアニメーションを制作している。東京都出身。
息子は音楽家、映画評論家、小説家、随筆家、画家、イラストレーターの中原昌也。

## 作成作品一覧

### みんなのうた
- 無印は映像は現存する。△は映像は現存しない。▲は映像は現存しないが、音楽之友社発刊の「みんなのうた」楽譜集等に映像が掲載されている曲。
- 1.誰も知らない[1]
- 2.三匹の蜂△
- 3.トム・ピリビ（2作とも）
- 4.まね▲
- 5.へのへのもへじ（1961年版）▲
- 6.日本語のおけいこ▲
- 7.もしぼくが▲
- 8.アイスクリームの歌
- 9.アップアップアップリケ▲
- 10.わらいかわせみに話すなよ - リメイク版のみ▲。
- 11.バナナをたべる時の歌▲
- 12.ドロップスの歌▲
- 13.サンタクロースにプレゼント▲
- 14.ぎらぎらとひょろひょろとちかちか▲
- 15.ドミニク▲
- 16.うそなんかいうもんか▲
- 17.コックのポルカ
- 18.朝いちばん早いのは▲
- 19.野原で手をたたけ△
- 20.木ぐつをはいて▲
- 21.お馬にのって▲
- 22.A・A・B・C〜ア・ア・ビ・チ〜
- 23.ピエロのトランペット（第1期）▲
- 24.学校へ行く道▲
- 25.おんぼろピアノ▲
- 26.からすと柿のたね
- 27.ジロマジトンド・ジロトンド△
- 28.こびとの歌
- 29.まきばのこうし△
- 30.たあんきぽーんき△
- 31.じゃがいも
- 32.雪になりたい△
- 33.44ひきのねこ
- 34.パンのマーチ
- 35.アビニョンの橋で
- 36.パパと歩こう△
- 37.さすらいのバイオリン
- 38.音のシンフォニー

『みんなのうた』開始時から和田誠・久里洋二らと共に常連となり、延べ38曲制作と最も多く映像を制作（南家こうじに抜かれるまで最多記録）したが、「みんなのうた発掘プロジェクト」（2011年 - 2021年）以前に現存していたのは『誰も知らない』・『A・A・B・C』・『わらいかわせみに話すなよ』（リメイク版）・『コックのポルカ』・『からすと柿のたね』・『44ひきのねこ』・『パンのマーチ』・『アビニョンの橋で』の8曲だけだった。その後同プロジェクトで映像が提供されたのは『こびとの歌』・『じゃがいも』・『さすらいのバイオリン』・『音のシンフォニー』の4曲だけで、まだ延べ27曲の映像が提供されていない。